# Baleia azul de Catoosa

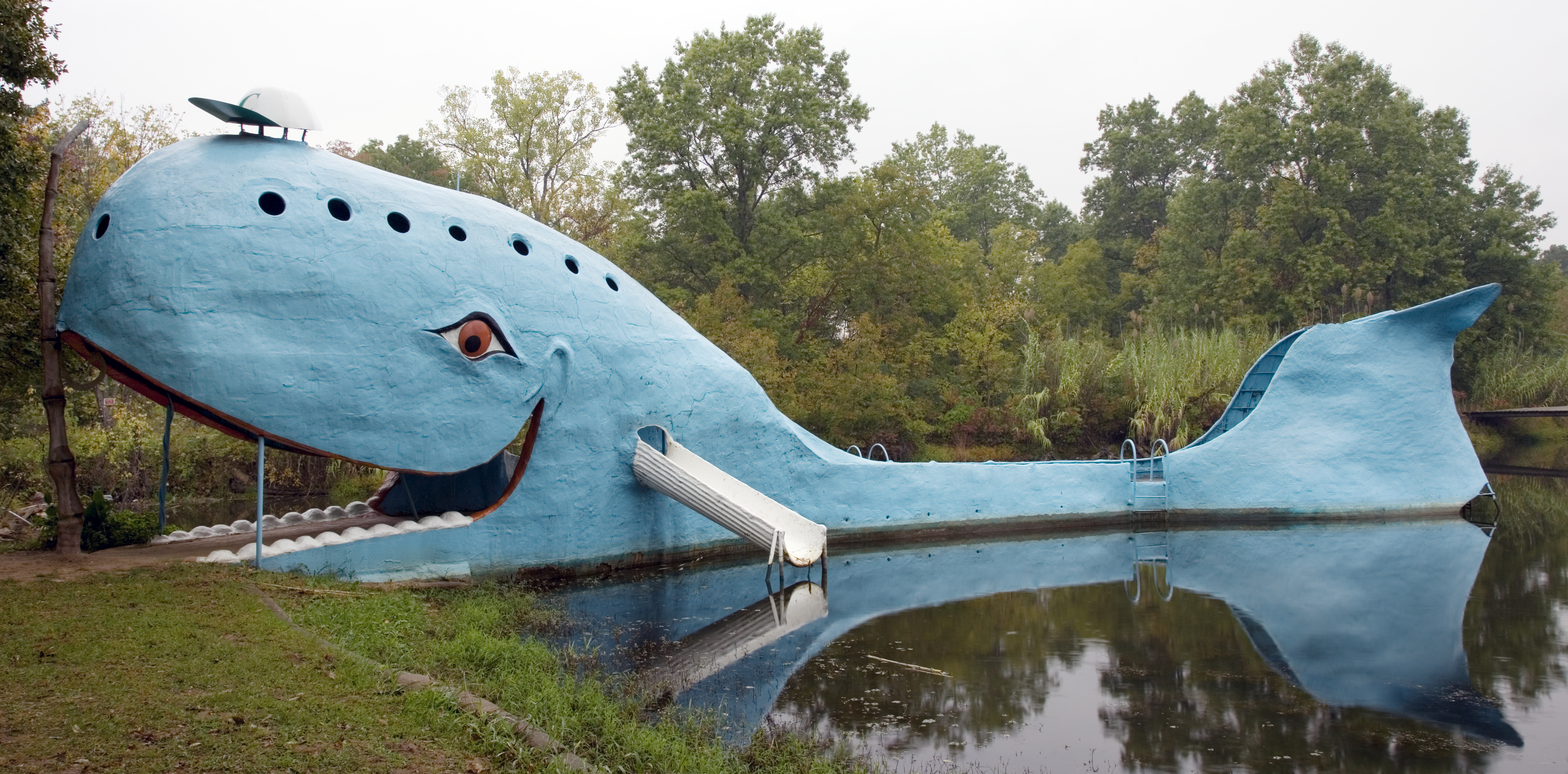
A baleia azul de Catoosa.

A baleia azul de Catoosa é uma estrutura à beira d'água, a leste da cidade de Catoosa, no estado americano de Oklahoma, que se tornou uma das atrações mais reconhecíveis e famosas da Rota 66.

## Criação
Hugh Davis construiu a baleia no início da década de 1970 como um presente de aniversário para sua esposa Zelta, que colecionava objetos com formato de baleia. A baleia azul e sua lagoa tornaram-se um ponto favorito para atividades recreativas relacionadas à natação tanto para os locais, quanto para os viajantes da Rota 66. Inicialmente, a lagoa em volta da baleia era alimentada durante a primavera, apenas com finalidade particular. Mas conforme os locais começaram a frequentar suas águas, Davis trouxe toneladas de areia, construiu mesas de piquenique, contratou salva-vidas e abriu a atração ao público.

## Atração pública

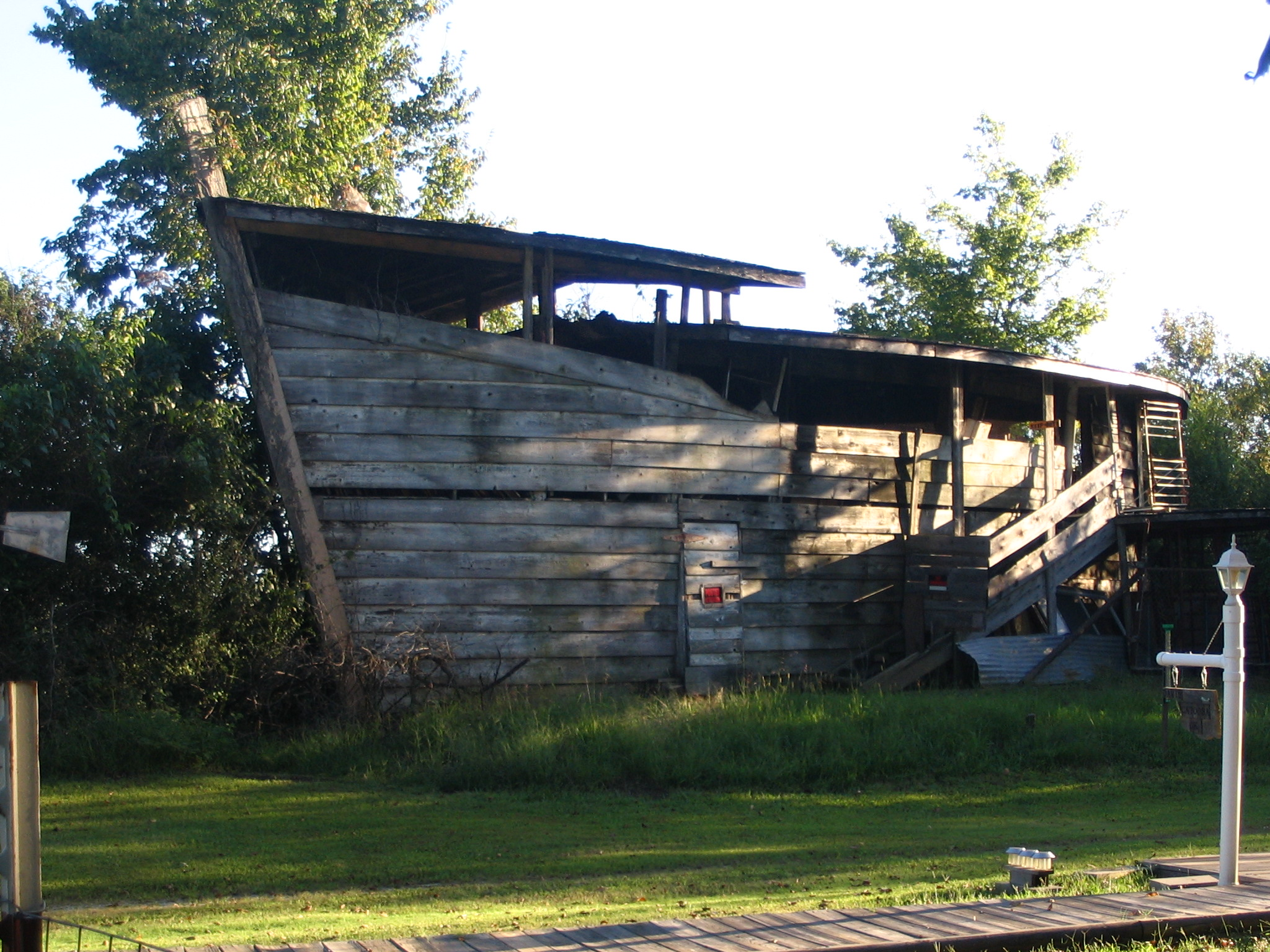
O antigo Animal Reptile Kingdom próximo à Baleia Azul.

Originalmente denominado Nature’s Acres, Hugh Davis continuou a adicionar atrações ao conjunto, tais como "The Fun" e "Swim Blue Whale" e o "A.R.K." (Animal Reptile Kingdom). A atração também contava com o cunhado de Hugh, o chefe nativo americano Wolf-Robe Hunt, da tribo Acoma, que tinha sua própria fama com pinturas indígenas e por sua habilidade como prateiro (ourives especializado em objetos de prata). 
Por volta de 1988, os Davis já não tinham mais condições de manter a atração aberta; então, fecharam-na ao público. Davis faleceu em 11 de janeiro de 1990 e Zelta, em 1 de agosto de 2001. O parque começou a degradar-se, com partes desmoronando pela falta de manutenção e pela exposição às intempéries. Após uma década nessa situação, a população de Catoosa e empregados do Hampton Inn lançaram um evento de arrecadação de fundos e um mutirão para restaurar a atração na beira da Rota 66. A baleia azul foi restaurada e repintada para o seu tom original, o azul-brilhante. A área adjacente também foi restaurada.

## Na mídia
Em 15 de julho de 2002, a Baleia azul fez uma aparição nacional na tira em quadrinhos Zippy the Pinhead.

## Galeria

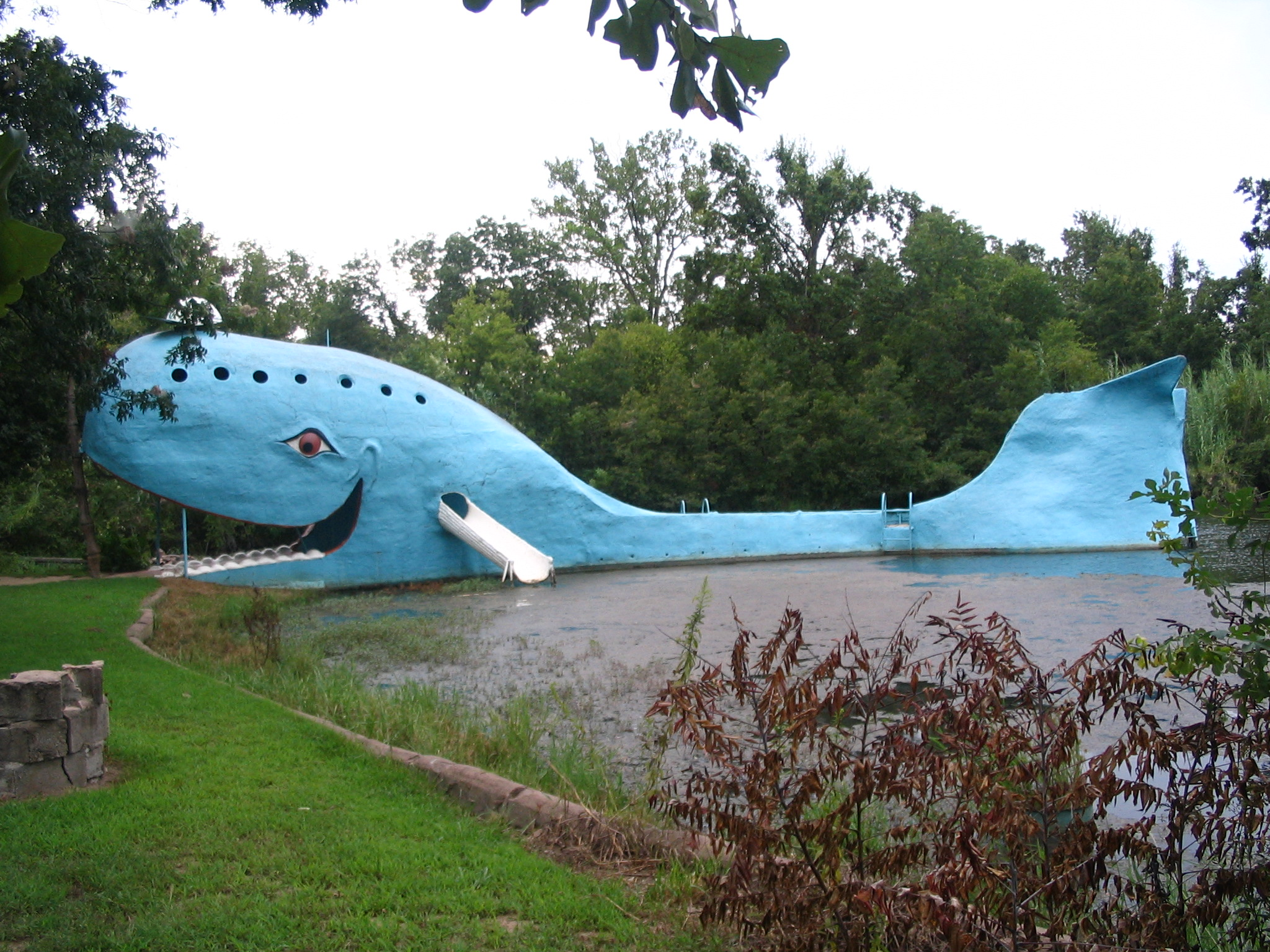
Foto ampla da baleia azul de Catoosa
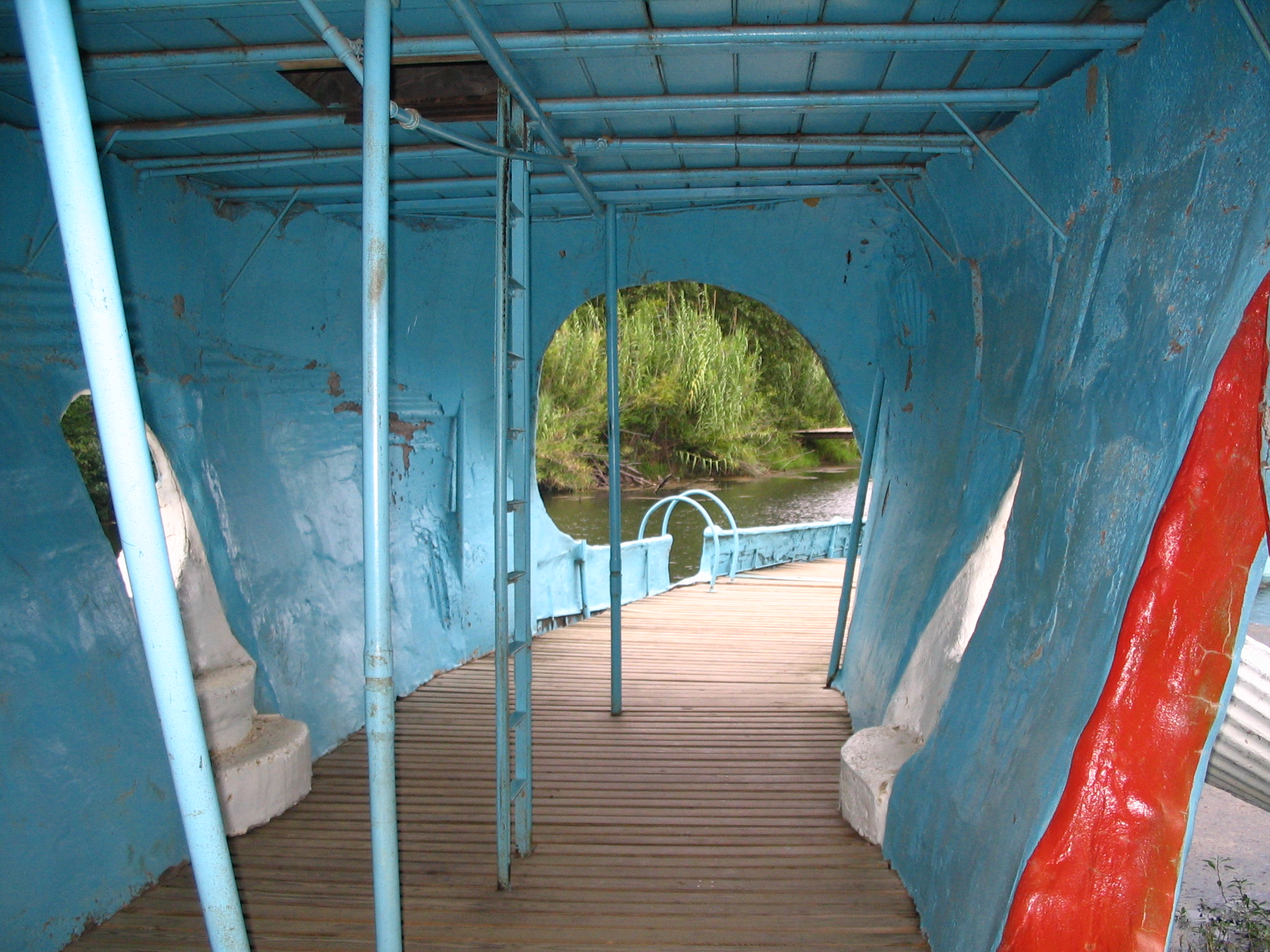
Interior da baleia azul.
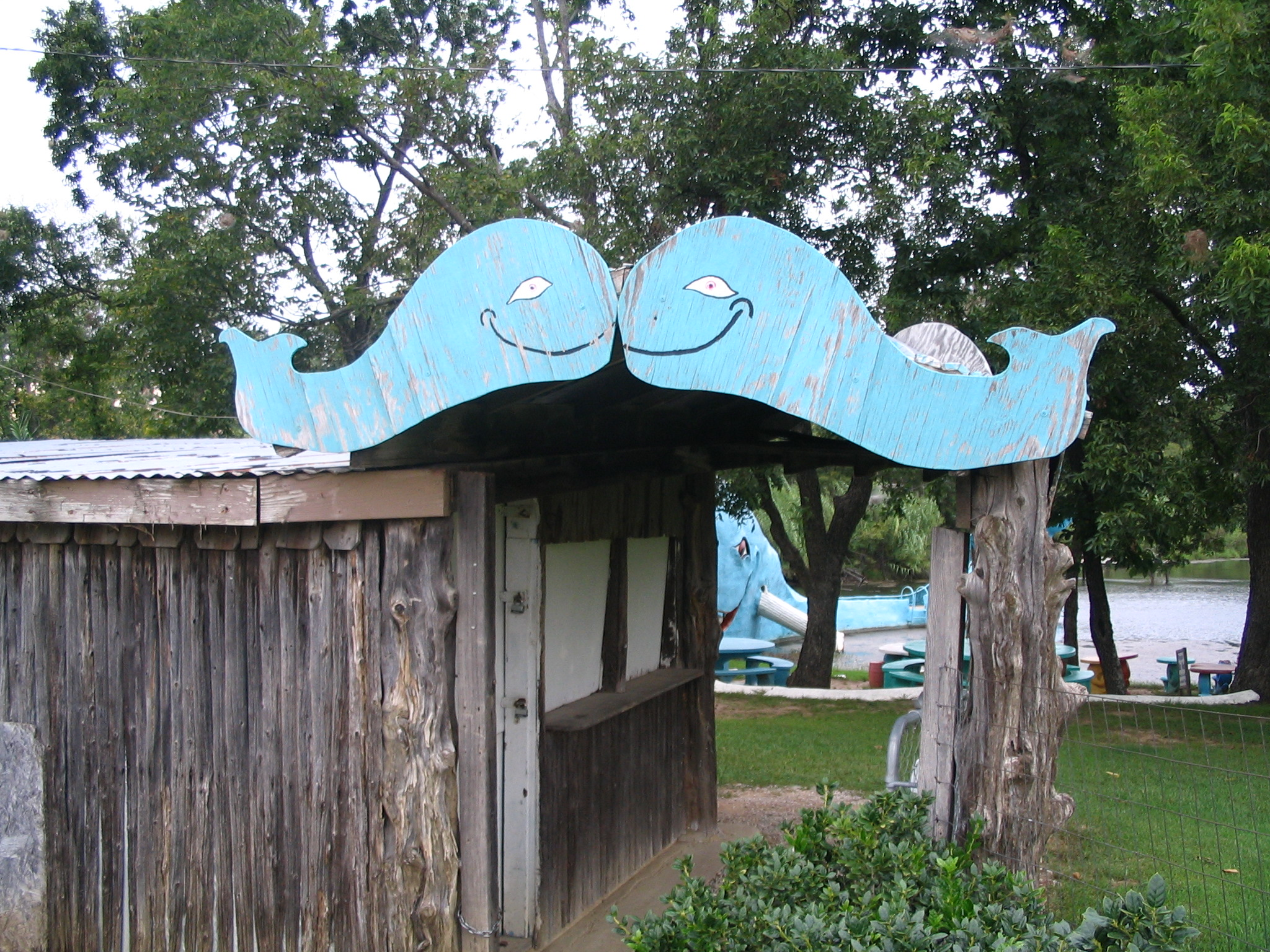
O logotipo com as baleias se beijando acima da entrada.
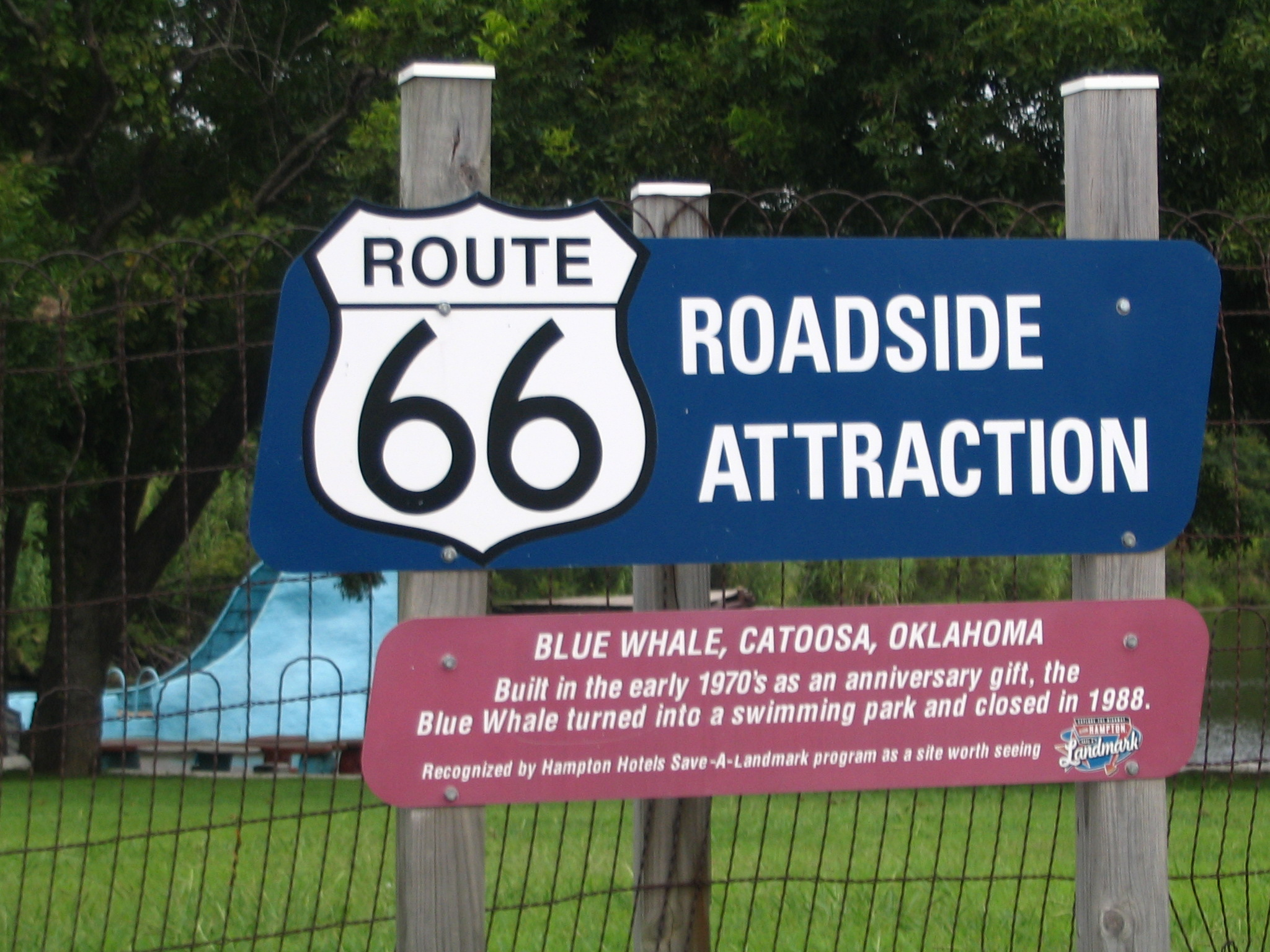
Placa indicativa de atração de beira de estrada.